# Héctor Guerrero
Héctor Manuel Guerrero Llanes (1 de octubre de 1954) es un luchador profesional mexicano, más conocido por su nombre paternal, Héctor Guerrero. Trabajó para la Total Nonstop Action Wrestling como comentarista en español y como road agent desde 2007 hasta 2015. Él es parte de la familia Guerrero, junto con su padre, Gory, sus hermanos Chavo, Mando y Eddie, su sobrino Chavo Jr. y su sobrina Raquel Diaz.

## Carrera
Guerrero nació en Ciudad de México, México, pero su familia se mudó a El Paso, Texas en los Estados Unidos cuando era joven. Guerrero estudió en la Universidad de Texas en El Paso, graduándose con un título en educación física. Guerrero entrenó como luchador bajo su padre, Gory, y debutó en 1973 utilizando el nombre acortado de "Héctor Guerrero". Inicialmente en su carrera, el luchó primariamente en California, haciendo pareja con sus hermanos Chavo Guerrero Sr. y Mando.
A mitad de los años 80, Guerrero luchó en la Jim Crockett Promotions como el enmascarado Lazer-Tron. Guerrero hizo pareja con Jimmy Valiant y tuvo un feudo con New Breed. Guerrero también tuvo un feudo con Denny Brown por el Campeonato Mundial Peso Pesado Junior de la NWA, e hizo pareja con Manny Fernández como "The Latin Connection" hasta que Fernández le traicionó para unirse a Rick Rude y Paul Jones. A fines de los años 80, Guerrero luchó en la American Wrestling Association, ganando el Campeonato Mundial en Parejas de la AWA junto a Dr. D.

### World Wrestling Federation (1990, 2001)
En 1990, Guerrero apareció en la World Wrestling Federation en Survivor Series, luchando bajo el nombre de Gobbledy Gooker y llevando un traje de pavo. Gobbledy Gooker "salió del cascarón" de un huevo gigante, el cual había sido exhibido en los eventos de la WWF en meses anteriores a Survivor Series, y fue excesivamente publicitado en televisión. Sin embargo, la reacción al gimmick fue unánimemente negativa, con los fanes abucheando mientras el disfrazado Guerrero bailaba en el ring con el anunciador "Mean" Gene Okerlund. Los anunciadores Gorilla Monsoon y "Rowdy" Roddy Piper intentaron lo mejor en ser entusiastas. El personaje hizo un puñado de apariciones en promos grabadas tras Survivor Series, pero fue pronto sacado de la televisión, dejando en misterio si el personaje era intencionado para ser un gimmick constante que fue descartado debido a la respuesta totalmente negativa.
Después de que el personaje fuera desechado, la WWF no volvió a mencionarlo por más de diez años. En el evento de WWE Legends, Pat Patterson, dijo que había sido Vince McMahon el de la idea de Gobbledy Gooker. A inicios del 2000, la WWF empezó a mofarse de los errores del pasado. Gobbledy Gooker reapareció en Wrestlemania X-Seven para participar en el Gimmick Battle Royal, una batalla real compuesta totalmente con luchadores viejos en su mayoría retirados y con gimmicks estrafalarios al igual que raros como Gooker. Aunque el disfraz era muy distinto del original y la gráfica en pantalla pronunciaba mal el nombre como "Gobbly Gooker" esa noche, Héctor Guerrero nuevamente llevó el traje, siendo la segunda persona en ser eliminada en la lucha.
Cuando Okerlund fue inducido al Salón de la Fama de la WWE en 2006, el recordó algunas de sus famosas entrevistas y reconoció que era Héctor Guerrero el del traje, diciendo "Héctor, nos divertimos mucho, pero todo esto está olvidado".

### Circuito independiente (1992-1995)
Guerrero apareció en la Smoky Mountain Wrestling de Jim Cornette por un breve periodo de tiempo entre 1992 y 1993. Guerrero apareció en la Extreme Championship Wrestling de Filadelfia, Pennsylvania en 1995, inexitosamente desafiando a 2 Cold Scorpio por el Campeonato de Televisión de la ECW en Return of the Funker. Hector también luchó para la AWA, NWA, Mid-South y Japón junto con otras numerosas empresas a lo largo de sus 45 años en el ring.

### World Championship Wrestling (1996-1997)
Guerrero apareció en la World Championship Wrestling en 1997, para confrontar a su hermano Eddie por su comportamiento en pantalla. Dejó la empresa tras perder contra su hermano en una lucha en un episodio de WCW Saturday Night. Eddie Guerrero declaró en su autobiografía que Héctor dejó la WCW porque se sentía mal con la forma en que fue tratado.

### Total Nonstop Action Wrestling (2007-2015)
El 1 de marzo de 2007, Total Nonstop Action Wrestling anunció que Guerrero había sido contratado por la TNA como comentarista a color en español. El 8 de marzo de 2007, fue presentado con un premio por "logros en el deporte de la lucha libre profesional" por la TNA y la Hispanic Legacy Foundation.
El 1 de mayo de 2008, Guerrero aceptó una oferta de The Latin American Xchange (LAX) para ser su nuevo consejero y mentor (en pantalla). El 11 de mayo de 2008, Guerrero manejó a LAX, llevándolos a tres victorias y el Campeonato Mundial en Parejas de la TNA. Él interfirió en la segunda y tercera de las luchas, primero ayudando a Homicide a cubrir a A.J. Styles, y luego ayudando a remover a Johnny Devine de la esquina del Team 3D.
En la edición del 25 de septiembre de 2008 de Impact! Guerrero, Homicide y Hernández pelearon contra Beer Money, Inc. (Robert Roode, James Storm y Jacqueline) en una lucha de seis personas y con la estipulación de que el mánager del equipo perdedor no volvería a manejar luchadores. La lucha terminó cuando Roode cubrió a Hernández. Como resultado de la pelea Guerrero ya no podría seguir manejando a Homicide y Hernández en la TNA.
Tras dejar LAX, Guerrero volvió a ser comentarista. En la edición de TNA Impact! del 10 de septiembre de 2009, Guerrero confrontó a Eric Young y otros miembros de World Elite durante una promo cuando Young trató de persuadir a Hernández de unirse a su grupo. El 28 de abril de 2015, Guerrero anunció en Twitter que dejó la empresa después de ocho años. Su perfil ha sido movido al roster de alumni de TNA. Guerrero desde entonces empezó su propia compañía, Pro Wrestling Consulting Company.

## En lucha
- Movimientos finales
  - Double underhook suplex[1]

- Movimientos de firma
  - Backbreaker
  - Dropkick[4]
  - Guerrero Clutch (Rolling stretch cradle)[1]
  - Slingshot crossbody[4]
  - Three Amigos (Triple rolling vertical suplexes) – usado como un tributo a su hermano Eddie Guerrero

- Managers
  - Jim Holliday
  - Oliver Humperdink

- Apodos
  - "The Mexican Bandito"

## Campeonatos y logros
- American Wrestling Association
  - AWA World Tag Team Championship (1 vez) – con Dr. D[1]

- California Pro Wrestling
  - CPW California Championship (1 vez)[5]

- Championship Wrestling from Florida
  - NWA Florida Heavyweight Championship (1 vez)[1]
  - NWA Florida Junior Heavyweight Championship (1 vez)[1]
  - NWA United States Tag Team Championship (Florida version) (1 vez) – con Chavo Guerrero[1]

- Continental Wrestling Association
  - AWA Southern Tag Team Championship (1 vez) – con Steve Regal[1]

- Jim Crockett Promotions
  - NWA World Junior Heavyweight Championship (1 vez)

- NWA Hollywood Wrestling
  - NWA Americas Heavyweight Championship (2 veces)[1]
  - NWA Americas Tag Team Championship (6 veces) – con Chavo Guerrero Sr.(1), Black Gordman (1), Barry Orton (1), y Mando Guerrero (3)[1]

- NWA Tri-State
  - NWA Tri-State Tag Team Championship (1 vez) – con Ron Sexton[1]

- Pro Wrestling Federation
  - PWF Tag Team Championship (1 vez) – con Eddie Guerrero[1]

- World Wrestling Entertainment
  - WWE 24/7 Championship (1 vez)

- Pro Wrestling Illustrated
  - PWI ranked him # 423 of the best 500 singles wrestlers of the PWI Years in 2003.

- Western States Alliance
  - WSA Western States Tag Team Championship (1 vez) - con Mando Guerrero[5]

- World Organization of Wrestling
  - WOW Heavyweight Championship (1 vez)[5]

- Wrestling Observer Newsletter awards
  - Worst Gimmick (1990)